# Leo Sonnyboy
Leo Sonnyboy ist eine 1989 in der Schweiz produzierte Filmkomödie des Regisseurs Rolf Lyssy. Er erzählt die Geschichte einer Scheinehe.

## Handlung
Lokomotivführer Leo Mangold lebt seit Jahren alleine in seiner Zweizimmerwohnung. Sein Arbeitskollege Adrian Hauser ist verheiratet und hat eine Affäre mit der thailändischen Gogo-Tänzerin Apia. Damit diese ihre Aufenthaltsbewilligung nicht verliert, bittet Adrian seinen Freund Leo, Apia zu heiraten, wozu dieser sich überreden lässt.
Um die Fremdenpolizei zu täuschen, muss Apia zu Leos Unmut bei ihm einziehen. Sie beginnen sich ineinander zu verlieben. Das passt Adrian nicht. Auch der Nachtclubbesitzer Willi macht Druck auf das Paar, weil er Apia in einem Massagesalon unterbringen will.

## Hintergrund
Leo Sonnyboy entstand nach einem Drehbuch von Rolf Lyssy. Produziert wurde der Film vom Zürcher Unternehmen Edi Hubschmid AG, der heutigen D-Films. Die Musik stammt von Ruedi Häusermann und Yello. Die Kamera führte Hans Liechti.
Für die Rolle des Leo Mangold wurde Mathias Gnädinger verpflichtet, Christian Kohlund spielte Adrian Hauser und Ankie Lau die Tänzerin Apia. Stephanie Glaser spielte Leos Mutter und Dieter Meier den Nachtclubbesitzer Willi. In weiteren Rollen traten Heinz Bühlmann und der Komiker Peach Weber auf. Die von Schweizern gespielten Rollen wurden im Dialekt gesprochen.
Die Film- und Kinostatistik des Bundesamtes für Statistik nannte für den Film 131,592 Kinobesuche, womit er auf einer Rangliste der in der Schweiz erfolgreichsten Schweizer Filme von 1975 bis 2008 den 23. Platz einnimmt.

## Kritik
Christoph Egger wies 2008 in der Neuen Zürcher Zeitung auf die ähnliche Konzeptuierung von Leo Sonnyboy und den aus der gleichen Zeit stammenden Schweizer Filmen Gekauftes Glück und Die Frau aus Rose Hill hin und bemerkte: „der Schweizer Film sang im Terzett die Moritat vom armen Mädchen aus Thailand beziehungsweise aus Mauritius, das gekommen war, auf der Alp oder in der Grossstadt mittels Heirat sein Glück zu finden, und in einer ruchlosen Schweiz teuer dafür bezahlen musste. (...) Nur bei Rolf Lyssys «Leo Sonnyboy» durfte die Geschichte heiter-gut ausgehen.“